# Santiago Challenger 2024
Il Santiago Challenger 2024, noto come Dove Men+Care Challenger Santiago per motivi di sponsorizzazione, è stato un torneo maschile tennis professionistico. È stata la 20ª edizione del torneo, facente parte della categoria Challenger 75 nell'ambito dell'ATP Challenger Tour 2024, con un montepremi di 82 000 $. Si è giocato dall'11 al 17 marzo 2024 sui campi in terra rossa del Club Manquehue di Vitacura, in Cile.

## Partecipanti

### Teste di serie
| Nazionalità | Giocatore                  | Ranking* | Testa di serie |
| ----------- | -------------------------- | -------- | -------------- |
| Cile        | Marcelo Tomás Barrios Vera | 103      | 1              |
| Perù        | Juan Pablo Varillas        | 110      | 2              |
| Argentina   | Camilo Ugo Carabelli       | 127      | 3              |
| Argentina   | Facundo Bagnis             | 147      | 4              |
| Argentina   | Román Andrés Burruchaga    | 159      | 5              |
| Argentina   | Juan Manuel Cerúndolo      | 160      | 6              |
| Bolivia     | Hugo Dellien               | 161      | 7              |
| Argentina   | Genaro Alberto Olivieri    | 177      | 8              |

* Ranking al 4 marzo 2024.

### Altri partecipanti
I seguenti giocatori hanno ricevuto una wild card per il tabellone principale:
- Ignacio Buse
- João Fonseca
- Matías Soto

Il seguente giocatore è entrato in tabellone con il ranking protetto:
- Paul Jubb

Il seguente giocatore è entrato in tabellone come alternate:
- Matheus Pucinelli de Almeida

I seguenti giocatori sono passati dalle qualificazioni:
- Valerio Aboian
- Federico Agustín Gómez
- Gerard Campana Lee
- Orlando Luz
- Gabi Adrian Boitan
- Mariano Kestelboim

## Punti e montepremi
| Torneo    | Torneo              | V     | F     | SF    | QF    | 2T    | 1T  | Q | Q2  | Q1  |
| Singolare | Punti               | 75    | 44    | 22    | 12    | 6     | 0   | 4 | 2   | 0   |
| Singolare | Premi in denaro ($) | 9 880 | 5 820 | 3 450 | 2 000 | 1 165 | 720 | – | 360 | 185 |
| Doppio    | Punti               | 75    | 44    | 22    | 12    | –     | 0   | – | –   | –   |
| Doppio    | Premi in denaro ($) | 4 250 | 2 450 | 1 480 | 880   | –     | 500 | – | –   | –   |

## Campioni

### Singolare
Juan Pablo Varillas ha sconfitto in finale  Facundo Bagnis con il punteggio di 6–3, 6–2.

### Doppio
Fernando Romboli /  Marcelo Zormann hanno sconfitto in finale  Boris Arias /  Federico Zeballos con il punteggio di 7–6(5), 6–4.